# SN 1997cu
SN 1997cu – supernowa typu Ia odkryta 4 lipca 1997 roku w galaktyce A032903-5241. W momencie odkrycia miała maksymalną jasność 18,20m.